# DJ Dara
DJ Dara je irský drum’n’bassový diskžokej hrající převážně v Severní Americe. Je členem drum’n’bassového uskupení známého jako Planet of the Drums, které kromě DJ Dary zvoří ještě Dieselboy a AK1200.

## Diskografie

### Singly
- Schizophrenia (12") – Smile, 1995

### Alba
- Rinsimus Maximus (CD) – Sm:)e, 1997
- Renegade Continuum (CD) – Rawkus Raw Kuts, 1997
- Full Circle: Drum & Bass DJ Mix (CD) – Moonshine, 1998
- Renegade Continuum Vol. 2 (CD) – Rawkus Raw Kuts, 1999
- Halfway Home (CD) – Sm:)e, 1999
- From Here to There (CD) – Moonshine, 2000
- Future Perfect (CD) – Moonshine, 2001
- Further (CD) – Moonshine, 2002
- Breakbeat Science: Exercise 01 (CD) – Breakbeat Science, 2003
- The Antidote (CD) – Breakbeat Science, 2004